# هيلين هيوز
هيلين هيوز (بالإنجليزية: Helen Hughes)‏ هي اقتصادية أسترالية، ولدت في 1 أكتوبر 1928 في براغ في التشيك، وتوفيت في 15 يونيو 2013 في سيدني في أستراليا.